# Aghbalou Nssardane
Aghbalou Nssardane (arabiska: اغبالو نسردان) är en ort i Marocko, som i folkräkningen räknas som stad i landskommunen Aghbalou. Den ligger i provinsen Midelt och regionen Drâa-Tafilalet, 210 km sydost om huvudstaden Rabat. Antalet invånare var 2 300 vid folkräkningen 2014.